# 澤比倫 (北卡羅萊納州)
澤比倫（英語：Zebulon）是一個位於美國北卡羅萊納州韋克縣的城鎮。

## 人口
根據2020年美國人口普查的數據，澤比倫的面積為15.84平方千米，當中陸地面積為15.77平方千米，而水域面積為0.07平方千米。當地共有人口6903人，而人口密度為每平方千米436人。